# Comunidad de comunas de los Luys de Bearne
La Comunidad de comunas de los Luys en Bearne (Communauté de communes des Luys en Béarn, CCLB en francés), es una estructura intercomunal francesa situada en el departamento francés de Pirineos Atlánticos de la región de Aquitania.

## Historia
Fue creada el 1 de enero de 2014, con la unión de las comunidades de comunas de Thèze y del Luy de Bearne.
Las veintidós comunas que se unieron a la comunidad eran las diecinueve comunas del antiguo cantón de Thèze, dos de las veintinueve comunas del antiguo cantón de Morlaàs y una de las catorce comunas del antiguo cantón de Lescar.
A finales del año 2015, se puso en marcha un proyecto de fusión de las comunidades de comunas del Cantón de Arzacq, del Cantón de Garlin y de los Luys de Bearne junto con las comunas de Caubios-Loos y Momas.

## Nombre
Debe su nombre a que en la comunidad se halla el Luy de Béarn , un afluente del río Luy, a su vez afluente del Adour.

## Composición
La Comunidad de comunas reagrupa 18 comunas:
| Comuna           | Código INSEE | Cantón                                 | Población (2012) | Superficie (km²) | Densidad (hab./km²) |
| ---------------- | ------------ | -------------------------------------- | ---------------- | ---------------- | ------------------- |
| Argelos          | 64043        | Tierras del Luys y Laderas de Vic-Bilh | 250              | 6.01             | 42                  |
| Astis            | 64070        | Tierras del Luys y Laderas de Vic-Bilh | 312              | 3.16             | 99                  |
| Aubin            | 64073        | Tierras del Luys y Laderas de Vic-Bilh | 254              | 5.84             | 43                  |
| Auga             | 64077        | Tierras del Luys y Laderas de Vic-Bilh | 141              | 4.03             | 35                  |
| Auriac           | 64078        | Tierras del Luys y Laderas de Vic-Bilh | 244              | 5.23             | 47                  |
| Bournos          | 64146        | Tierras del Luys y Laderas de Vic-Bilh | 341              | 5.74             | 59                  |
| Carrère          | 64167        | Tierras del Luys y Laderas de Vic-Bilh | 215              | 6.61             | 33                  |
| Claracq          | 64190        | Tierras del Luys y Laderas de Vic-Bilh | 230              | 9.87             | 23                  |
| Doumy            | 64203        | Tierras del Luys y Laderas de Vic-Bilh | 294              | 6.39             | 46                  |
| Garlède-Mondebat | 64232        | Tierras del Luys y Laderas de Vic-Bilh | 212              | 8.65             | 25                  |
| Lalonquette      | 64308        | Tierras del Luys y Laderas de Vic-Bilh | 278              | 5.32             | 52                  |
| Lasclaveries     | 64321        | Tierras del Luys y Laderas de Vic-Bilh | 257              | 6.13             | 42                  |
| Lème             | 64332        | Tierras del Luys y Laderas de Vic-Bilh | 172              | 6.72             | 26                  |
| Miossens-Lanusse | 64385        | Tierras del Luys y Laderas de Vic-Bilh | 255              | 9.16             | 28                  |
| Montardon        | 64399        | Tierras del Luys y Laderas de Vic-Bilh | 2345             | 8.42             | 278                 |
| Navailles-Angos  | 64415        | Tierras del Luys y Laderas de Vic-Bilh | 1357             | 14.22            | 95                  |
| Pouliacq         | 64456        | Tierras del Luys y Laderas de Vic-Bilh | 49               | 3.41             | 14                  |
| Sauvagnon        | 64511        | Tierras del Luys y Laderas de Vic-Bilh | 3083             | 16.74            | 184                 |
| Serres-Castet    | 64519        | Tierras del Luys y Laderas de Vic-Bilh | 3856             | 13.71            | 281                 |
| Sévignacq        | 64523        | Tierras del Luys y Laderas de Vic-Bilh | 715              | 17.43            | 41                  |
| Thèze            | 64536        | Tierras del Luys y Laderas de Vic-Bilh | 827              | 7.93             | 104                 |
| Viven            | 64560        | Tierras del Luys y Laderas de Vic-Bilh | 177              | 3.63             | 49                  |

## Competencias
La comunidad es un organismo público de cooperación intercomunal.
Sus recursos provienen del impuesto sobre los rendimientos del trabajo único, del sistema de contribuciones que se aplica a los residuos y asignaciones y subvenciones de diversos socios.
Sus competencias en general se centran en el desarrollo económico, medio ambiental, de empleo y los servicios comunitarios a los habitantes:
- Ordenación del Territorio
  - Plan de Coherencia Territorial (SCOT, en francés).
  - Plan Sectorial.
- Desarrollo y organización económica
  - Acción de desarrollo económico de las actividades industriales, comerciales o de empleo, (apoyo de las actividades agrícolas y forestales...).
  - Creación, organización, mantenimiento y gestión de zonas de actividades industriales, comerciales, terciario, artesanal o turístico.
- Desarrollo y organización social y cultural
  - Actividades culturales y socioculturales.
  - Actividades deportivas.
  - Construcción y/u organización, mantenimiento, gestión de equipamientos o establecimientos culturales, socioculturales, socioeducativos, deportivos…, etc.
  - Transporte escolar.
- Medio ambiente
  - Saneamiento no colectivo.
  - Recogida y tratamiento de los residuos urbanos y asimilados.
  - Protección y valorización del Medio Ambiente.
- Vivienda y hábitat
  - Programa local del hábitat.
- Servicio de vías públicas
  - Creación, organización y mantenimiento del servicio de vías públicas.
- Otros
  - Adquisición comunal de material.
  - Informática, Talleres vecinales.